# Andrzej Wilmowski
Andrzej Wilmowski – postać fikcyjna, bohater serii książek autorstwa Alfreda Szklarskiego opowiadających o przygodach Tomka Wilmowskiego i jego przyjaciół. Jest ojcem tytułowego bohatera cyklu.
Andrzej Wilmowski był geografem. W związku ze ściganiem go za prowadzenie „podziemnego nauczania” oraz zakazaną w Cesarstwie Rosyjskim działalność wydawniczą polegającą na wydawaniu prasy musiał jednak opuścić tereny dzisiejszej Polski. Dwa lata po jego wyjeździe zmarła jego żona, z którą miał syna, Tomka. Na emigracji Andrzej Wilmowski został łowcą, zajmującym się łapaniem i dostarczaniem do ogrodów zoologicznych dzikich zwierząt. Pracował wspólnie ze swoimi przyjaciółmi – Janem Smugą i Tadeuszem Nowickim. Podobnie jak swój pierwowzór, ojciec Alfreda Szklarskiego, przez długi czas pozbawiony był kontaktu z synem.
W książkach Szklarskiego podkreślany jest patriotyzm Wilmowskiego. Podobnie jak Tomek i Jan Smuga, Andrzej Wilmowski wyróżnia się także dużą wiedzą o charakterze encyklopedycznym. Ponadto charakteryzuje się odwagą i opanowaniem, a także niechęcią do okazywania uczuć. Jest również troskliwym, choć dość surowym ojcem.
Wyjazd Tomka z Warszawy, i wspólna wraz z ojcem wyprawa łowiecka do Australii, stanowi główny motyw pierwszego tomu serii przygód Tomka – książki Tomek w krainie kangurów.
Pierwowzorem postaci był ojciec Alfreda Szklarskiego, również noszący imię Andrzej (działacz PPS), a postać łowcy dzikich zwierząt częściowo wzorowana był także na dziadku (powstańcu styczniowym) pisarza.